# Incoblatta dido
Incoblatta dido är en kackerlacksart som först beskrevs av Robert Walter Campbell Shelford 1909.  Incoblatta dido ingår i släktet Incoblatta och familjen småkackerlackor. Inga underarter finns listade i Catalogue of Life.